# Michel Barthélémy
Pour les articles homonymes, voir Barthélemy.
Michel Barthélemy est un chef décorateur de cinéma français.
Nommé à plusieurs reprises pour le César des meilleurs décors, il a remporté le trophée en 2010 pour Un prophète et en 2019 pour Les Frères Sisters.

## Filmographie
- 1990 : Le Bal du gouverneur
- 1997 : Doberman
- 2000 : Jacqueline dans ma vitrine
- 2000 : Harry, un ami qui vous veut du bien
- 2001 : Le Petit poucet
- 2001 : Sur mes lèvres
- 2003 : Nathalie...
- 2004 : Blueberry
- 2004 : Je suis un assassin
- 2005 : Lemming
- 2007 : 99 francs
- 2008 : Largo Winch
- 2009 : Un prophète
- 2010 : Copacabana
- 2010 : Des hommes et des dieux
- 2012 : De rouille et d'os
- 2013 : Les Salauds
- 2014 : Dans la cour
- 2014 : SMS
- 2014 : Une nouvelle amie (également concepteur de production)
- 2015 : Dheepan de Jacques Audiard
- 2016 : Iris de Jalil Lespert
- 2016 : Frantz de François Ozon
- 2018 : En liberté ! de Pierre Salvadori
- 2022 : La nuit du 12 de Dominik Moll

## Distinctions

### Récompenses
- 2010 : César des meilleurs décors pour Un prophète
- 2019 : César des meilleurs décors pour Les Frères Sisters

### Nominations
- 2011 : César des meilleurs décors pour Des Hommes et des Dieux
- 2016 : César des meilleurs décors pour Dheepan
- 2017 : César des meilleurs décors pour Frantz
- 2023 : César des meilleurs décors pour La Nuit du 12